# 화순 적벽
화순 적벽(和順 赤壁)은 대한민국 전라남도 화순군 이서면에 있는 기암절벽이다. 1979년 8월 3일 전라남도의 기념물 제60호로 지정되었다가, 2017년 2월 9일 대한민국의 명승 제112호로 승격되었다.

## 개요
화순 적벽은 전라남도 화순군 이서면 장항리, 동복천 상류인 창랑천에 약 7 km에 걸쳐 발달한 절벽으로 지질학적으로 중생대 백악기의 응회암 지층으로 구성된다. 작은 수많은 수려한 절벽경관이 발달하고 있는데, 휘어 있는 기암절벽으로 유명한 곳이다. 화순군에서 대표되는 유명한 절경이다. 방랑시인 김삿갓이 낙사(落死)한 곳으로도 잘 알려져 있다. 동복댐에 널리 분포한 노루목, 물염, 보산, 창랑적벽들이 크게 알려져 있는 바이다. 이 옆에도 관광지가 있어 관광지로 폭발적인 인기를 끌고 있다. 조선 중종 때의 유명한 선비인 신재 최산두가 이곳을 보고 소동파의 '적벽부'에서 이름을 따서 '적벽'이라 부른 이후, 많은 풍류 시인들이 이곳에 들러 아름다움을 찬양했다고 한다.
노루목 적벽과 보산리 적벽은 동복댐 보호구역으로 접근하기가 쉽지 않았으나, 1996년 12월 개설된 임도로 한결 쉽게 찾을 수 있게 되었다. 적벽 앞에는 망미정, 보안사지석탑, 망향정 등이 있다.

### 노루목적벽 (이서적벽)
노루목적벽은 현재 동복댐 건축으로 인해 일부가 파손되었으나, 그 전에는 수많은 시인들이 영감을 얻어갈 정도로 경치가 수려하였다. 1519년 기묘사화후 동복에 유배중이던 신재 최산두가 이곳의 절경을 보고 중국의 적벽에 버금간다하여 적벽이라 명명하였다고 전한다.

### 물염적벽
물염적벽은 규모와 풍치면에선 노루목적벽보다 떨어지지만 그 건너 언덕 위에 송정순이 건립한 물염정이 위치해 있으므로 쉼터공간으로 유명하다.

### 보산적벽
보산적벽은 보산리의 하천가에 있는데, 조그마하고 물살이 잔잔하여 인기가 높으나, 최근 수심이 깊다는 것이 밝혀졌다.

### 창랑적벽
창랑적벽은 창랑리에 있는데 높이 40여m에 길이가 100여m가량 이어진 절벽군으로, 장엄한 풍경으로 관광객들에게 인기가 많은 곳 중의 하나다.

## 명승 지정사유
전라남도 화순군 이서면 창랑리․장학리 일대의 동복호 중심으로 발달된 적색의 물염적벽, 창랑적벽, 노루목적벽이 인근의 옹성산과 동복호와 어울려 뛰어난 자연 경관을 이루며, 이를 조망할 수 있는 물염정, 망미정, 송석정 등에 다수의 문헌과 유래가 전해지고 있어 역사․문화적 가치가 있다.

## 같이 보기
- 최산두
- 화순군의 지질

## 참고 자료
- 화순 적벽 - 국가유산청 국가유산포털